# Вітольдас Чепаускас
Вітольдас Чепаускас (лит. Vitoldas Čepauskas, нар. 17 березня 1979, Тельшяй, Литовська РСР) — литовський футболіст, захисник.

## Клубна кар'єра
Вітольдас Чепаускас народився 17 березня 1979 року в місті Тельшяй. Футбольну кар'єру розпочав у 1993 році в РСРК (Вільнюс), кольори якого захищав до 1997 року. З 1997 по 2001 рік виступав у клубах «Гельжинис-Вілкас», «Жальгіріс-2», «Інкрас» та «Балтику» (в останньому клубі не зіграв жодного офіційного поєдинку). В 2002 році переїхав до України, де підписав контракт з вищоліговим харківським «Металістом», але через високу конкуренцію за головну команду не зіграв жодного офіційного подинку. Натомість виступав у друголіговому фарм-клубі харків'ян, «Металіст-2». Дебютував за харківський клуб 5 серпня 2001 року в програному (0:2) виїзному поєдинку 3-го туру групи «В» проти роменського «Електрона». Вітольдас вийшов на поле в стартовому складі, на 45-ій хвилині отримав жовту картку, а на 46-ій хвилині його замінив В'ячеслав Григор'єв. У футболці «Металіста-2» зіграв усього 6 матчів. 
У 2002 році повернувся до «Інкраса». З 2003 по 2009 роки заищав кольори литовских та естонських клубів «Атлантас», «Левадія», «Жальгіріс» (Вільнюс), «Транс» (Нарва) та «ЛККА ір Теледема». У 2009 році завершив кар'єру футболіста.

## Кар'єра в збірній
У 1998 році виступав у юнацькій збірній Литві U-18, яка того рок на юніорському чемпіонаті Європи дійшла до фіналу, де з рахунком 1:2 поступилася іспанцям.

## Досягнення
- Юнацький чемпіонат Європи з футболу
  -  Фіналіст (1): 1998

- Мейстріліга
  -  Чемпіон (3): 2004, 2006, 2007

- Кубок Естонії
  -  Володар (3): 2004, 2005, 2007

## Особисте життя
Одружений, дружину звати Ане.